# 朱昂 (工部侍郎)
朱昂（924年—1007年），字舉之，號正裕。

## 生平
少好讀書，有“小萬卷”之稱，所得俸賜以三分之一購買奇書。曾仕後周，授永正知縣。宋初，歷宜城令。太祖開寶六年（973年），拜太子洗馬，知蓬州，徙知廣安軍，策禽渠州妖賊李仙眾萬人、泗州知州，遷監察御史。累遷江南轉運使、殿中侍御史，直秘阁。真宗時，入翰林學士，以工部侍郎致仕。晚年寓居江陵（今湖北省江陵縣），有女嫁馮式。著有《资理论》、《朱昂集》等书。

## 家族
先世家渼陂（今陝西戶縣）人，其父葆光與顏蕘、李濤於唐末挈家南渡，寓居潭州（今湖南長沙）。